# John Ashworth
Pour les articles homonymes, voir Ashworth.
Pas d'image ? Cliquez ici

a Compétitions nationales et continentales officielles uniquement.

b Matchs officiels uniquement.
Dernière mise à jour le 4 octobre 2018.
John Charles Ashworth, né le 15 septembre 1949 à Makahu, est un ancien joueur de rugby à XV néo-zélandais qui a joué 24 fois avec les All-Blacks  de 1978 à 1985. Il jouait pilier (1,88 m et 107 kg).
John Ashworth était un âpre et rugueux joueur. Mais il formait une première ligne très redoutable associé à Gary Knight et Andy Dalton. Il a rendu de fiers services à la province de Canterbury et aux All Blacks.

## Palmarès
- Nombre de tests avec les Blacks : 24
- Nombre total de match avec les Blacks : 52
- Tests par saison : 3 en 1978, 3 en 1980, 3 en 1981, 2 en 1982, 5 en 1983, 5 en 1984, 3 en 1985.